# Tomcio Grubasek
Tomcio Grubasek (ang. Tommy Boy) – amerykański film komediowy z 1995 w reżyserii Petera Segala.

## Fabuła
Thomas „Duży Tom” Callahan jest właścicielem firmy, która zajmuje się produkcją części samochodowych. Duży Tom żeni się z kobietą, która wykańcza go. Po śmierci Thomasa połowę akcji przejmuje syn, a następną jego macocha. Jednak macocha chce przejąć pieniądze po sprzedaży firmy. Sympatyczny grubasek wraz z Richardem jadą w poszukiwaniu klientów. Po jakimś czasie udaje się mu przejąć firmę.

## Obsada
- Chris Farley – Tommy Callahan III
- David Spade – Richard
- Bo Derek – Beverly
- Brian Dennehy – Big Tom
- Rob Lowe – Paul
- Julie Warner – Michelle
- Camilla Scott – Stewardess
- Robbie Rox – Restaurant Regular
- Gino Marrocco – Cabbie
- Ron James – Strażnik Banku
- Colin Fox – Ted Nelson
- Brian Kaulback – Strażnik Banku
- Bunty Webb – Duża kobieta
- Zach Grenier – Ted Reilly
- Corey Sevier – Chłopiec w reklamie
- Lorri Bagley – naga kobieta przy basenie
- Dan Aykroyd – Zalinsky

## Ścieżki dźwiękowe

### Superstar
- Napisane przez: Leon Russell, Bonnie Bramlett
- Wykonane przez: The Carpenters

### Eres Tú
- Napisane przez: Juan Carlos Calderón
- Wykonane przez: Mocedades

### What'd I Say
- Wykonane przez: Ray Charles

### End of the World as we Know It
- Napisane przez: R.E.M.
- Wykonane przez: R.E.M.

### Come On Eileen
- Napisane przez: Dexys Midnight Runners
- Wykonane przez: Dexys Midnight Runners

## Nagrody
- 1996 – Bo Derek nominowana do Złotej Maliny jako „Najgorsza aktorka drugoplanowa”
- 1996 – Chris Farley nominowany do nagrody MTV Movie Awards jako „Najlepszy aktor komediowy”
- 1996 – Chris Farley otrzymuje nagrodę MTV Movie Awards za „Najlepszy duet aktorski”
- 1996 – David Spade otrzymuje nagrodę MTV Movie Awards za „Najlepszy duet aktorski”